# Mazda CX-90
La Mazda CX-90 è un'autovettura di tipo crossover SUV, prodotta dalla casa automobilistica giapponese Mazda dal 2023.

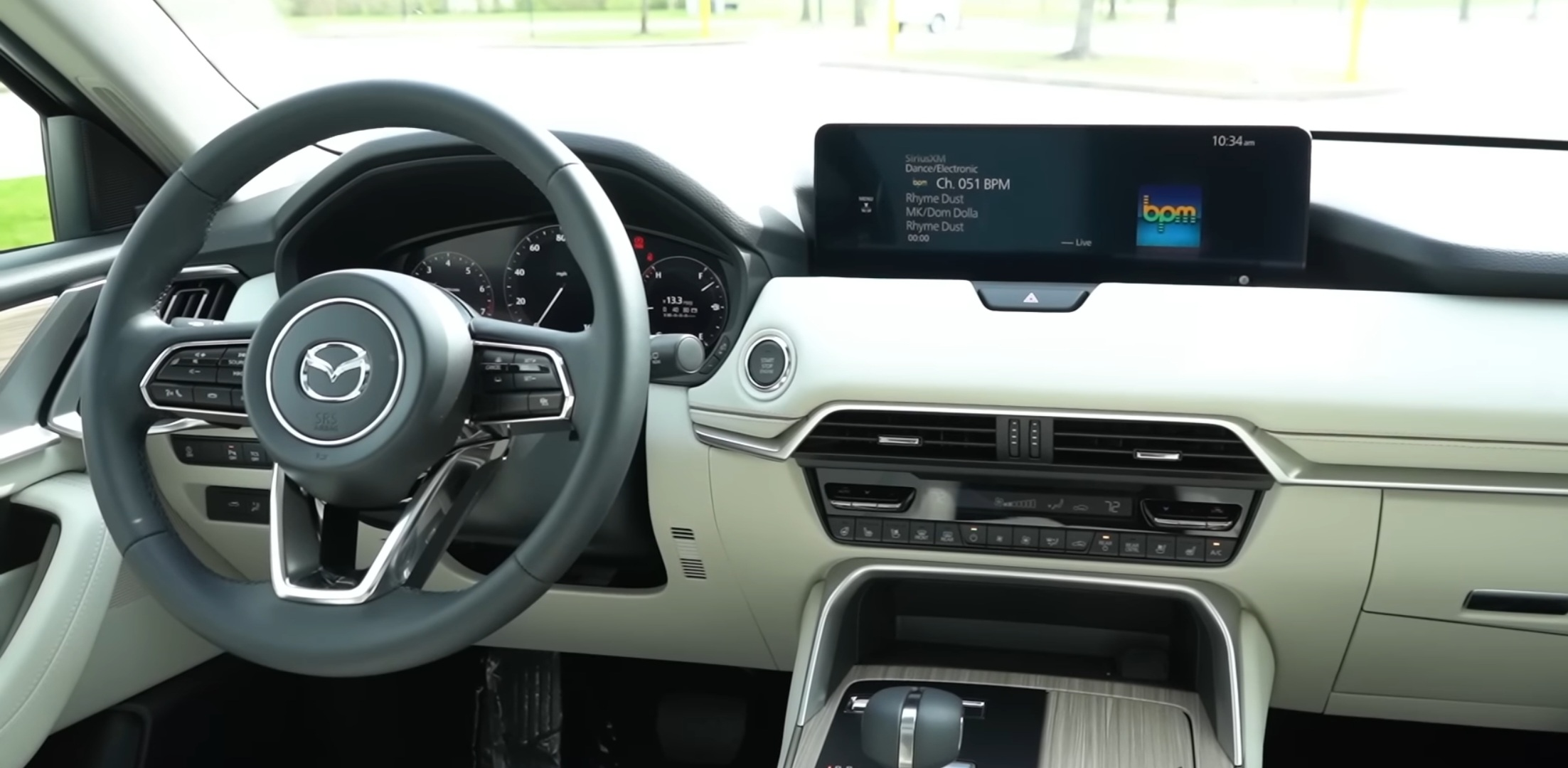
Interni

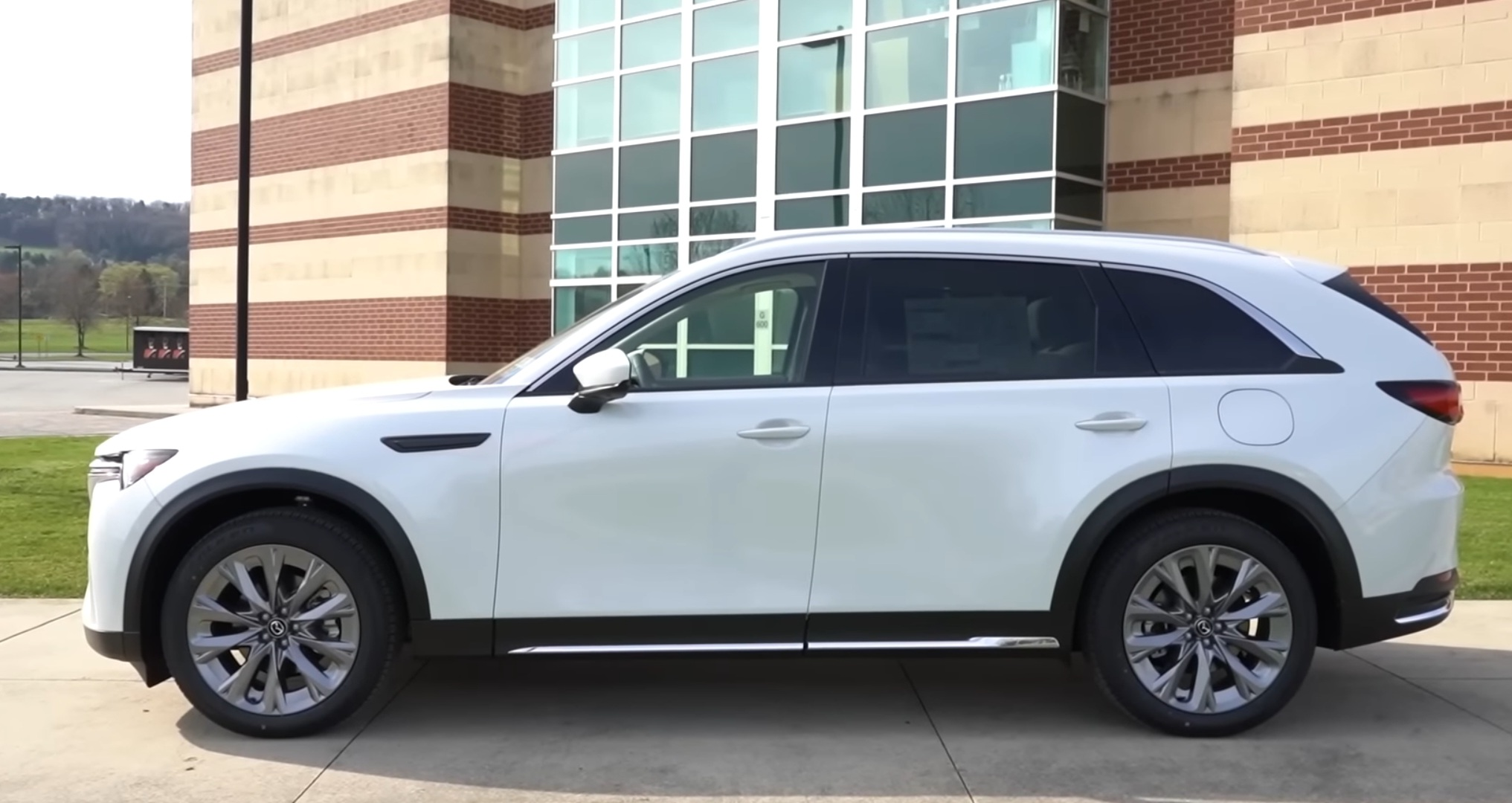
Vista laterale

## Profilo e contesto
Seconda vettura ad utilizzare la piattaforma modulare Skyactiv a trazione posteriore e motore longitudinale dopo la CX-60, la è il più grande SUV mai realizzato dalla Mazda. La CX-90, che va ad affiancare per poi sostituire la CX-9, è stata progettata e sviluppata appositamente per il mercato nordamericano venendo esportata anche in Australia e Medio Oriente.
La CX-90 è stata presentata ufficialmente il 31 gennaio 2023. Al lancio è disponibile con due motorizzazioni: un ibrido leggero e ibrido plug-in. Le ibride leggere sono abbinate ad un motore a benzina a sei cilindri in linea turbocompresso da 3,3 litri e-Skyactiv G dotato del sistema M-Hybrid Boost (un motorino elettrico interviene e aiuta il termico nelle fasi di accelerazione o di veleggio) che produce una potenza massima di 345 CV (254 kW) e 500 Nm di coppia; il secondo è abbinato a un turbodiesel sempre a sei cilindri in linea da 3,3 litri e-Skyactiv D che produce 254 CV (187 kW) e 550 Nm di coppia.
Il propulsore ibrido plug-in invece come utilizza un motore a quattro cilindri da 2,5 litri coadiuvato da un motore elettrico alimentato da una batteria da 17,8 kWh, sviluppando insieme una potenza combinata di 327 CV (241 kW) e 500 N⋅m di coppia. La trazione integrale e il cambio automatico a otto rapporti sono di serie su tutti i modelli.
La CX-90, inoltre, è dotata del sistema Kinematic Posture Control, condivisa con la MX-5 e presente anche sulla CX-60, in cui un software riconosce l'eventuale differenza di velocità tra le ruote posteriori in curva, andando ad azionare lievemente i freni sulla ruota più interna, migliorando così la stabilità dell'auto, specialmente durante le curve su strade sconnesse.